# Томассен, Филипп
Фили́пп Томассе́н (фр. Philippe Thomassin, 28 января 1562, Труа — 12 мая 1622, Рим) — французский художник, гравёр, каллиграф, печатник и издатель. С 1585 года работал в Риме.

## Биография
Обучался в Труа ювелирному делу. После смерти матери в 1574 году, затем и отца, во время эпидемии чумы в 1582 году, Филипп остался без средств к существованию и в 1585 году уехал в Италию, в Рим, надеясь получить работу. В Риме он поступил на службу к французским издателям Клоду Дюше (Claudio Duchetti), Лоренцо Ваккари и Марчелло Клодио.
С 1586 года Филипп Томассен работал помощником в мастерской живописца и гравёра Антонио Темпеста. Вместе с Темпеста работал над изданием «Жизнь и чудеса божественного аббата Бернарда Клервоского» (Vita et miracula divi Bernardi Clarevalensis abbatis, 1587). В 1587 году Томассену было поручено создать серию иллюстраций к сборнику имён кавалеров Ордена Святого Иоанна Иерусалимского, включая 52 портрета великих мастеров Ордена (Hospitaliers de l’ordre de Saint-Jean de Jérusalem s’occupant des malades).
В 1588 году Томассен женился на Барбаре Унге. Это положило начало его сотрудничеству с парижским художником Жаном Тюрпеном, женившимся на сестре Барбары. Их совместная деятельность включала приобретение гравюр и их переиздание, копирование эстампов для новых изданий, часто с изменениями названий и подписей, что не считалось в то время предосудительным, а также изготовление репродукционных гравюр с картин современных художников, в том числе Федерико Бароччи. Томассен отвечал за производство, а Тюрпен за продажи.
В XVI—XVIII веках до появления технологий механического репродуцирования важное значение в художественной жизни Европы имела репродукционная гравюра в технике резца и офорта, а позднее — цветной ксилографии. Репродукционные гравюры приобретали художники и коллекционеры, они выполняли роль посредника между художниками, заказчиками и меценатами разных стран.
В 1590 году Филипп Томассен попал под арест Святой Канцелярии, поскольку награвировал портрет французского короля, гугенота, отлучённого от церкви Генриха IV.
Смерть Барбары 29 июня 1601 года привела к прекращению сотрудничества Томассена с Жаном Тюрпеном. Помимо выпуска гравюр по картинам современных художников Томассен гравировал по оригиналам выдающихся живописцев предыдущих веков: Рафаэля, Пармиджанино, Франческо Сальвиати и Джорджо Вазари.
В последующие шесть лет Томассен выпускал гравюры по рисункам и картинам из коллекции сиенского коллекционера и торговца произведениями искусства Джулио Манчини. Среди них: «Мадонна с младенцем» Пармиджанино (1611), «Непорочное зачатие» Дж. Вазари (1611—1612), «Поклонение волхвов» Ф. Цуккари (1613), «Крещение Христа» Ф. Сальвиати (1615).
В 1609—1611 годах технику резцовой гравюры в римской мастерской Томассена осваивал в будущем знаменитый гравёр Жак Калло.
Филипп Томассен умер в Риме 12 мая 1622 года. Его правнук (по другим определениям — племянник) Симон Томассен (1655—1733) также был гравёром.
Ученик французского гравёра много лет провёл в Италии, был придворным гравёром короля Людовика XIV и по его поручению выполнил гравюру с картины «Преображение» Рафаэля. Гравировал портреты знатных лиц: королей, князей, герцогов и кардиналов. Симон Томассен — автор объёмного сборника гравюр (220 листов) с изображениями достопримечательностей Версальского дворца и парка: статуй, фонтанов, ваз, барельефов (1694, 1723).
Ещё один представитель семьи, сын предыдущего — Симон-Анри, или Анри Симон, Томассен (1687—1741), также гравёр, ученик своего отца и позднее Бернара Пикара. Работал вместе с Пикаром с 1710 года в Голландии, в Амстердаме, а затем в Париже, где в 1728 году был принят в члены Королевской академии живописи и скульптуры, его репродукционные гравюры считаются лучшими в отношении техники, чистоты и ясности штриха. Симон-Анри Томассен воспроизводил в гравюрах картины Антуана Ватто и других живописцев французского стиля Регентства и рококо. Известны и другие художники-гравёры, члены этой семьи.